# 横須賀市立望洋小学校
横須賀市立望洋小学校（よこすかしりつ ぼうようしょうがっこう）とは、神奈川県横須賀市桜が丘にある、市立小学校。

## 沿革
- 1975年（昭和50年） - 馬堀小学校から独立、開校[1]。
- 1979年（昭和54年） - 馬堀小学校との通学区域を変更する[1]。

## 通学区域
2014年度は以下の通りである。
- 馬堀海岸1丁目（1番を除く）、2丁目
- 桜が丘
- 吉井3丁目、4丁目

## 進学先中学校
本校の通学区域の内、吉井3丁目、4丁目は浦賀中学校、それ以外は馬堀中学校である。
また、公立学校選択制により、以下の学校に通うことができる。
- 浦賀中学校が通学区域の地域
  - 大津中学校
  - 馬堀中学校
  - 鴨居中学校
  - 久里浜中学校
  - 神明中学校
- 馬堀中学校が通学区域の地域
  - 大津中学校
  - 鴨居中学校

## 交通
- 京浜急行電鉄本線馬堀海岸駅より徒歩15分
- 京浜急行バス矢ノ津坂バス停より徒歩13分